# Embryologie expérimentale
L’embryologie expérimentale est la branche de l’embryologie qui consiste à faire des manipulations et des expériences sur des embryons afin d’approfondir les connaissances sur la biologie évolutive du développement. Les manipulations couramment utilisées sur les embryons sont des variations de trois techniques principales soient le coupage, le collage et la coloration. De plus, puisque les embryons sont très sensibles au stress, les chercheurs doivent développer des compétences en micromanipulations et avoir des connaissances approfondies de l’anatomie d’embryons, de leur développement normal et de l’élevage de ceux-ci. Parmi les pionniers de cette discipline, on retrouve Wilhelm Roux, Hans Spemann, Ross Harrison, Frank Lillie et Viktor Hamburger.

## Histoire
C’est durant les années 1880 que l’embryologie expérimentale a commencé à prendre de l’importance. À l’époque, c’est en Allemagne que l’on retrouvait le plus d’embryologistes se spécialisant dans cette nouvelle branche. Cette discipline fut attribuée plusieurs noms comme « mécaniques du développement » ou « Entwicklungsmechanik » en Allemand, biomécaniques, physiologie développementale ainsi qu’embryologie causale. En 1888, Wilhelm Roux conduisit son expérience de dénaturation des blastomères qui servit de point de départ pour le domaine de l’embryologie expérimentale,. Dès le début du XXe siècle, Theodor Boveri a démontré l’importance d’un ensemble complet de chromosomes pour un développement normal en observant la morphologie d’embryons d’oursins ayant été fertilisés par plus d’un spermatozoïde,. Il en est venu à la conclusion que les chromosomes sont la source du matériel génétique. Boveri a aussi conduit des expériences de perturbation d’embryons ayant pour but de détruire de l’information génétique. Ses recherches lui ont permis de fournir des preuves que l’information contenue dans les chromosomes dépend d’ADN intact. L’embryologie expérimentale a également joué un grand rôle dans la découverte de principes de neurodéveloppement des vertébrés. Les travaux d’Hans Spemann en embryologie expérimentale en 1924 ont mené à la découverte que le système nerveux se développe par des interactions d’induction entre cellules voisines ainsi qu’à la découverte  de l’organisateur de Spemann-Mangold chez les embryons d’amphibiens. C’est grâce à ces découvertes qu’Hans Spemann a obtenu un prix Nobel en 1935. Ross Granville Harrison fut lui aussi un pionnier dans ce domaine et a fait plusieurs découvertes qui ont avancé les connaissances en biologie,. Il publia ses premiers documents en allemand entre les années 1893 et 1895. C’est en 1893 qu’il retourna aux États-Unis, à l’université Johns Hopkins et a commencé à s’intéresser davantage aux expériences sur l’embryologie du système nerveux. Il a fait diverses expériences sur des embryons de grenouilles notamment des transplantations. C’est avec des embryons de grenouilles qu’il a réussi à faire les premières cultures de tissus en 1907. Ses publications sur la culture de tissus ont permis d’approfondir des recherches en oncologie, virologie, génétique et bien d’autres domaines. Les progrès en embryologie expérimentale des plantes étaient beaucoup plus lents que ceux de l'embryologie animale. C'est en partie dû au fait que les embryons de plantes sont plus difficiles à observer et à extraire que ceux des animaux. En effet, ils sont enfermés dans les tissus parentaux durant toute leur vie embryonnaire, ce qui fait qu'ils sont cachés.  

## Principales techniques d’embryologie expérimentale
L’embryologie expérimentale se base sur trois techniques principales soient le coupage, le collage ainsi que la coloration. Ces techniques et leurs variations sont encore utilisées de nos jours. 
La technique du coupage consiste à réduire en taille ou enlever complètement un tissu, un groupe de cellules ou une seule cellule dans le but de vérifier si la partie coupée est requise durant un événement clé du développement. Cette technique peut aussi être utilisée pour isoler des tissus ou cellules pour les utiliser pour d’autres tests. La technique de collage implique, quant à elle, une transplantation de tissus ou cellules provenant d’un embryon donneur vers un embryon hôte. Cela peut être fait lorsque les deux embryons se trouvent au même stade de développement ou lorsqu’ils sont à des stades différents de développement. Aussi, le transplant peut se faire dans un site identique à l’hôte ou à un site différent (ectopie). Hans Spemann et Hilde Mangold ont eu recours à cette manipulation au cours de leurs expériences avec des embryons d’amphibiens. La technique de coloration a pour but d’identifier une certaine partie de l’embryon, des cellules ou encore un transplant. Cette manipulation implique donc l’utilisation de marqueurs comme des teintures pour pouvoir suivre le mouvement des cellules et leur destinée durant le développement. Depuis les dernières années, les embryologistes ont accès à de nouvelles technologies et connaissances leur permettant de faire des recherches sur des espèces moins étudiées et de faire de nouvelles manipulations.

## Organismes modèles utilisés
Les embryologistes ayant fait des recherches dans cette branche ont principalement utilisé quatre organismes modèles de vertébrés pour mieux comprendre les principes du développement du système nerveux. Dans les débuts, c’étaient plutôt des organismes vertébrés « plus primitifs » qui étaient utilisés puisqu’ils semblaient plus faciles à manipuler. Le domaine de l’embryologie expérimentale s’est ensuite tourné vers des modèles plus avancés dans le but d’acquérir des connaissances sur le développement normal et anormal de l’embryon humain. Au XIXe siècle, les embryologistes utilisaient des amphibiens et durant le début du XXe siècle, ils ont commencé à utiliser un modèle à sang chaud, soit le poussin. Ils ont également utilisé des souris mais les embryons de ceux-ci sont moins accessibles puisqu’ils se développent dans un utérus. C’est vers la fin du XXe siècle qu’ils commencèrent à utiliser des embryons de poissons zèbres. L’avantage de ceux-ci est qu’ils sont transparents et il est facile de générer des mutations dans les gènes du développement avec eux. Les amphibiens utilisés au début étaient des grenouilles (Rana) et des salamandres (Ambystoma) mais ceux-ci furent remplacés par la grenouille Xenopus laevis.

## Exemples d’expériences sur les embryons
Dans son expérience pionnière en embryologie expérimentale, Wilhelm Roux dénature un des deux blastomères de grenouille Rana fusca à l’aide d’une aiguille chaude. Le blastomère de gauche est ainsi tué par l’aiguille mais celui de droit demeure intact et poursuit sa segmentation. Le résultat est qu’il y a formation de la moitié des structures larvaires par le blastomère intact. Roux conclut que le développement des cellules embryonnaires est prédéterminé. Ce genre de développement observé chez les grenouilles est nommé « développement mosaïque » et se retrouve chez plusieurs autres taxons tels que le nématode Caenorhabditis elegans qui a fait objet de nombreuses études.

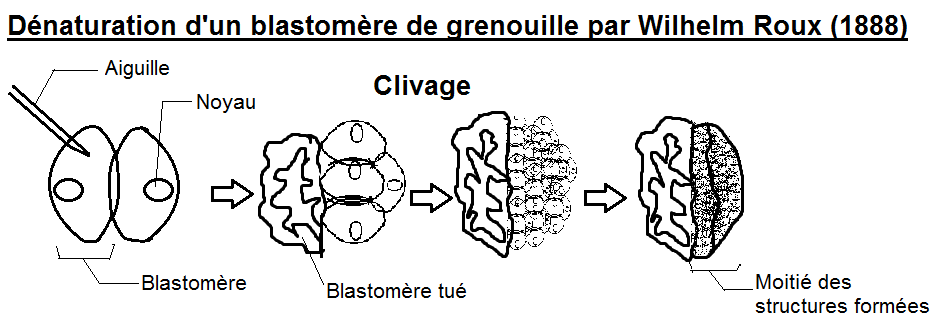
Figure 1 : Schéma de l’expérience de dénaturation de blastomère par Wilhelm Roux (1888)

Dans leur article publié en 1923, Hans Spemann et Hilde Mangold manipulent des embryons de tritons durant l’étape de gastrulation. Ils prennent un morceau de la lèvre dorsale du blastopore de l’embryon en gastrulation puis ils le transplantent dans une autre région d’un autre embryon causant ainsi la formation d’un embryon secondaire. Ils désignent ce morceau en question d’organisateur (plus tard connu sous le nom d’organisateur de Spemann-Mangold). La lèvre dorsale du blastopore qui a été transplantée se différencie en une notochorde entourée de somites. Le tissu de l’embryon-hôte qui se retrouve au-dessus du tissu embryonnaire transplanté se différencie en une plaque neurale. L’embryon hôte se retrouve alors avec un embryon secondaire qui a un système nerveux central primitif venant de la plaque neurale obtenue par induction,. Avec leurs résultats, ils démontrent la capacité de l'organisateur à pouvoir diriger le développement du tissu de l’embryon hôte et par ce fait, de donner une organisation à son environnement.

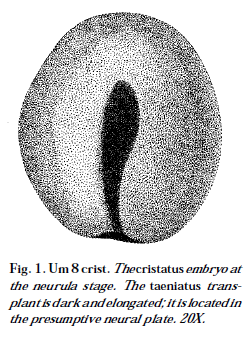
Figure 2 : Schéma d’un transplant d’une espèce de triton à l’intérieur d’un embryon d’une autre espèce de triton par Spemann et Mangold (1924).

## Cartographie de la destinée cellulaire et lignées de cellules
Avec l’embryologie expérimentale, il est possible de suivre une cellule ou un groupe de cellules d’une région précise de l’embryon puis de déterminer les phénotypes finaux et les positions des cellules filles. Nous pouvons donc faire une représentation de ce que les cellules de diverses régions de l’embryon vont devenir durant le développement normal de l’embryon. C’est ce qu’on appelle une cartographie de la destinée cellulaire. En observant et manipulant les embryons, il est également possible d’étudier la lignée qu’une cellule individuelle va produire et les phénotypes qui en découlent. Pour créer une cartographie de la destinée cellulaire ou pour suivre la lignée d’une cellule, l’embryologiste expérimental doit parfois introduire un marqueur dans l’embryon. Toutefois, ces deux types d’études sur les embryons ne fournissent pas des données parfaites. Les cartographies ne permettent pas de dire exactement si certaines cellules vont générer un certain tissu ou type de cellule. Par exemple, des cellules peuvent ne pas avoir d’information sur ce qu’elles vont devenir mais peuvent tout de même être entraînées à une autre position où elles recevront des instructions. De plus, même si étudier la lignée d’une cellule peut démontrer quel phénotype une cellule a adopté, cette étude ne permet pas de savoir quels autres phénotypes la cellule est capable d’adopter. C’est pour ces raisons que ces deux types d’études sont plutôt vus comme des travaux en cours qui peuvent être révisés.